# Casper 2. – Szellemes kezdetek
A Casper 2. – Szellemes kezdetek (eredeti cím: Casper: A Spirited Beginning) amerikai vegyes technikájú film, amely Seymour Reit és Joe Oriolo: Casper a barátságos szellem című képregényein alapuló második élőszereplős-animációs film, valós és számítógéppel készült hátterek kombinálásával. A mozifilmet 1997-ben mutatták be. A forgatókönyvet Jymn Magon írta, Sean McNamara rendezte, a zenéjét Udi Harpaz szerezte, a producer Mike Elliott. A Harvey Comics és a Saban Entertainment készítette, a 20th Century Fox Home Entertainment forgalmazta.
Amerikában 1997. szeptember-én mutatták be.

## Szereposztás
| Szereplő                      | Színész              | Magyar hang    |
| ----------------------------- | -------------------- | -------------- |
| Tim Carson                    | Steve Guttenberg     | Forgács Péter  |
| Chris Carson                  | Brendon Ryan Barrett | Borbíró András |
| Sheila Fistergraff            | Lori Loughlin        | Détár Enikő    |
| Johnny Hunt polgármester      | Rodney Dangerfield   | Gruber Hugó    |
| Rabie igazgató                | Richard Moll         | ?              |
| Bill Case                     | Michael McKean       | Harsányi Gábor |
| Jennifer                      | Shannon Chandler     | Mánya Zsófia   |
| Brock Lee                     | Steven Hartman       | Polgár Péter   |
| Danny                         | Logan Robbins        | ?              |
| Leon                          | D'Juan Watts         | ?              |
| I. zöldséges                  | Ben Stein            | Vizy György    |
| Dave művezető                 | Brian Doyle-Murray   | ?              |
| Könyvtáros                    | Edie McClurg         | ?              |
| II. zöldséges                 | Sherman Hemsley      | ?              |
| Szemlélő                      | Casper Van Dien      | ?              |
| Szarkasztikus tiltakozó       | Michael McDonald     | ?              |
| Angie Lyons                   | Debi Mazar           | ?              |
| Szereplő                      | Eredeti hang         | Magyar hang    |
| Casper                        | Jeremy Foley         | Szalay Csongor |
| Gizda                         | Jim Ward             | Kassai Károly  |
| Böhöm                         | Jess Harnell         | Papp János     |
| Tüsszentő                     | Bill Farmer          | Szokol Péter   |
| Kibosh                        | James Earl Jones     | Hankó Attila   |
| Snivel                        | Pauly Shore          | Háda János     |
| További magyar hangok         |                      |                |
| Galbenisz Tomasz, Némedi Mari |                      |                |

## Televíziós megjelenések
M2